# Syzygium agastyamalayanum
Syzygium agastyamalayanum là một loài thực vật có hoa trong Họ Đào kim nương. Loài này được M.B.Viswan. & Manik. mô tả khoa học đầu tiên năm 2008.